# 1er bataillon de volontaires des Hautes-Alpes
Le 1er bataillon de volontaires des Hautes-Alpes, était une unité militaire de l'armée française créée sous la Révolution française. Il fut également appelé plus simplement 1er bataillon des Hautes-Alpes.

## Création et différentes dénominations
Le 1er bataillon de volontaires des Hautes-Alpes est formé à 8 compagnies et 1 compagnie de grenadiers le 13 décembre 1791 à Embrun.
- Compagnie de grenadiers
- 1re compagnie de Châteauroux-les-Alpes
- 2e compagnie de Serres
- 3e compagnie d'Embrun
- 4e compagnie de Mont-Dauphin
- 5e compagnie d'Embrun
- 6e compagnie de Savines et Chorges
- 7e compagnie de Guillestre
- 8e compagnie de Remollon

Le 1er bataillon de volontaires des Hautes-Alpes est dissous le 17 juin 1795 lors de son amalgame pour former, avec le 1er bataillon du 35e régiment d'infanterie (ci-devant Aquitaine) et le 3e bataillon de volontaires de la Drôme, la 69e demi-brigade de première formation.

## Commandants
- 1791-1793 : Jacques de Tholozan de La Bastie lieutenant-colonel en chef
- ?-1795 : Jacques Michel, lieutenant-colonel en chef

## Historique des garnisons, combats et batailles

### 1791
Le bataillon est formé à Embrun, le 13 décembre 1791, avec des volontaires originaires des districts d'Embrun et de Serres.
 La 1re compagnie était formée de volontaires originaires du canton de Châteauroux-les-Alpes, la 2e de volontaires originaires du canton de Serres, les 3e et 5e de volontaires originaires du canton d'Embrun, la 4e compagnie de volontaires originaires du canton de Mont-Dauphin, la 6e de volontaires originaires des cantons de Savines et canton de Chorges, la 7e de volontaires originaires du canton de Guillestre et la 8e de volontaires originaires du canton de Remollon.

Il est passé en revue, à Embrun, le 14 décembre par le maréchal de camp de Ferrier.

Il cantonne tout l'hiver à Embrun pour s'habiller, s'équiper et faire le service de la place.

### 1792
Le bataillon se fait remarquer par son indiscipline et se livre à des manifestations bruyantes dont la dernière fimira par tourner à l'émeute.

Affecté à l'armée du Midi, le 1er bataillon quitte Embrun en avril au grand soulagement des habitants. Il occupe Abriès et envoie des détachements dans les autres places de la vallée du Guil, puis prend position à Fort-Queyras.

Passé à l'armée des Alpes sous les ordres général Montesquiou il s'établit au camp de Piéron. Après avoir reçu en renfort 233 volontaires du district de Briançon il se rend, début de novembre, à La Mure, puis au camp de Lyon et enfin à Belley le 15 décembre.

### 1793
Le 8 mars, après avoir passé l'hiver à Belley, la compagnie de grenadiers est envoyée à Briançon, tandis que les 8 autres compagnies sont envoyées au camp d'Annecy où il se trouve toujours le 8 avril. Le 9 mai les 541 hommes du bataillon sont passés en revue à Arbois. Peu après, les pionniers sont détachés à Bourg-Saint-Maurice, 3 compagnies sont en poste à Salins et 2 à Poligny.

Complété par 170 recrues des Hautes-Alpes, de l'Isère et du Jura le régiment en envoyé pour renforcer les troupes devant Toulon. Le 4 juin il quitte Arbois et passant par Lons-le-Saunier, Lyon, Valence, Montélimar et Pont-Saint-Esprit, il reçoit l'ordre alors qu'il est à Avignon, de rejoindre l'armée des Pyrénées-Orientales.

Le 22 juin, le 1er bataillon des Hautes-Alpes traverse Nîmes, arrive le 28 à Perpignan et est dirigé au camp de l'Union le 29.

Le 1er bataillon des Hautes-Alpes prend part aux opérations sous le commandement du général de Flers et à la bataille de Perpignan, le 17 juillet. En septembre il reste en poste à Perpignan et est affecté à l'avant-garde. En octobre, alors au repos au camp de la Paite, le bataillon ne dispose plus que de 280 hommes présents. En novembre, alors qu'il est en cantonnement à Villelongue-de-la-Salanque il ne reste que 215 hommes, ce qui ne l'empêche pas en décembre, de participer aux opérations militaires sous les ordres du général Doppet. Le 7  décembre, le bataillon est mis en déroute à Villelongue par les troupes du général Ricardos et est contraint de faire retraite jusque Perpignan. Le 23 décembre, le bataillon campe à Salces.

### 1794
Le 9 janvier, durant son cantonnement à Salses, le bataillon est  renforcé par l'apport de 616 réquisitionnaires du bataillon de Saint-Gaudens et reste sur place jusqu'à la fin de février. En mars et avril il tient garnison à Narbonne, le 4 mai il prend son cantonnement à Saint-Laurent-de-la-Salanque. Le 3 juin, il est envoyé à Puigcerda et prend part à l'attaque de Camprodon et, le 18 juin il participe à l'expédition du général Doppet sur Ripoll avant de battre en retraite sur Villefranche-de-Conflent.

Le 19 juillet, il est à Prats-de-Mollo, le 28 il est à Saint-Laurent-de-Cerdans, puis est de nouveau à Prats-de-Mollo le 2 août puis, le 1er septembre il est au camp de Darnius. Le 8 septembre il est rattaché à la 1re division de l'armée des Pyrénées-Orientales et tient garnison à Coustouges, où il demeure jusqu'à la fin d'octobre. Le 6 novembre il est envoyé à Arguoux occupant le flanc droit de l'armée. Les 17 et 20 novembre, le 1er bataillon prend part à la bataille de Figueras et, après la capitulation de la ville le 28, les 481 hommes du bataillon s'établissent dans le fort jusqu'à la fin de l'hiver.

### 1795
Affecté dans la division Pérignon le 1er janvier, le bataillon quitte Figueras mi-mars et est dirigé au camp de l'Égalité, où il est embrigadé le 7 avril. Il est ensuite envoyé, en mai, au camp de Palot puis à Castello d'Empuries, ou il est amalgamé, du 17 au 20 juin, avec 
- le 1er bataillon du 35e régiment d'infanterie ci-devant Aquitaine et
- le 3e bataillon de volontaires de la Drôme

pour former la 69e demi-brigade de première formation

## Biographie de personnes ayant servi au1erbataillonde volontaires des Hautes-Alpes

### Joseph Jean-Baptiste Albert-Court
- Joseph Jean-Baptiste Albert-Court[2], né le 28 août 1771 à Guillestre, engagé le 1er décembre 1791, il est élu lieutenant de la 7e compagnie le 15 décembre de la même année. Il deviendra général d'Empire en 1807 décèdera le 7 septembre 1822 à Offenbach en Hesse.

### Jacques de Tholozan de La Bastie
Né à Embrun le 15 novembre 1749, Jacques de Tholozan de La Bastie sert durant 12 ans dans la maison du Roi, avant de devenir, durant 2 ans, commandant la garde nationale de Baratier puis administrateur du district d'Embrun. Le 13 décembre 1791 il est élu lieutenant-colonel en chef du 1er bataillon des Hautes-Alpes, et est fait chevalier de Saint-Louis le 4 mars 1792. Promu chef de brigade le 20 août 1793, il est nommé commandant la place de Perpignan le 1er septembre 1793, mais il est congédié à cause de la maladie le 4 décembre 1793.

### Jean Joseph Guieu
Jean Joseph Guieu, né le 30 septembre 1758 à Champcella entre dans la carrière militaire en 1774 en tant que canonnier au régiment de Toul-artillerie. Il quitte l'armée en 1780 et reprend du service lors de la Révolution française et est élu capitaine de la 4e compagnie du 1er bataillon des Hautes-Alpes en 1791, il a 33 ans. Promu général de brigade le 25 décembre 1793, il reste sans affectation de 1800 à 1803 année ou il est admis à la retraite. Il se retire à Châteauroux-les-Alpes ou il décède le 5 octobre 1817 à l'âge de 59 ans.